# Eurasier
Eurasier je německé psí plemeno, jehož předci byli špicové, kterým se velmi podobá vzhledem. Zajímavostí je, že bylo mezi současnými posledními německými plemeny psů, která byla uznána FCI.

## Historie

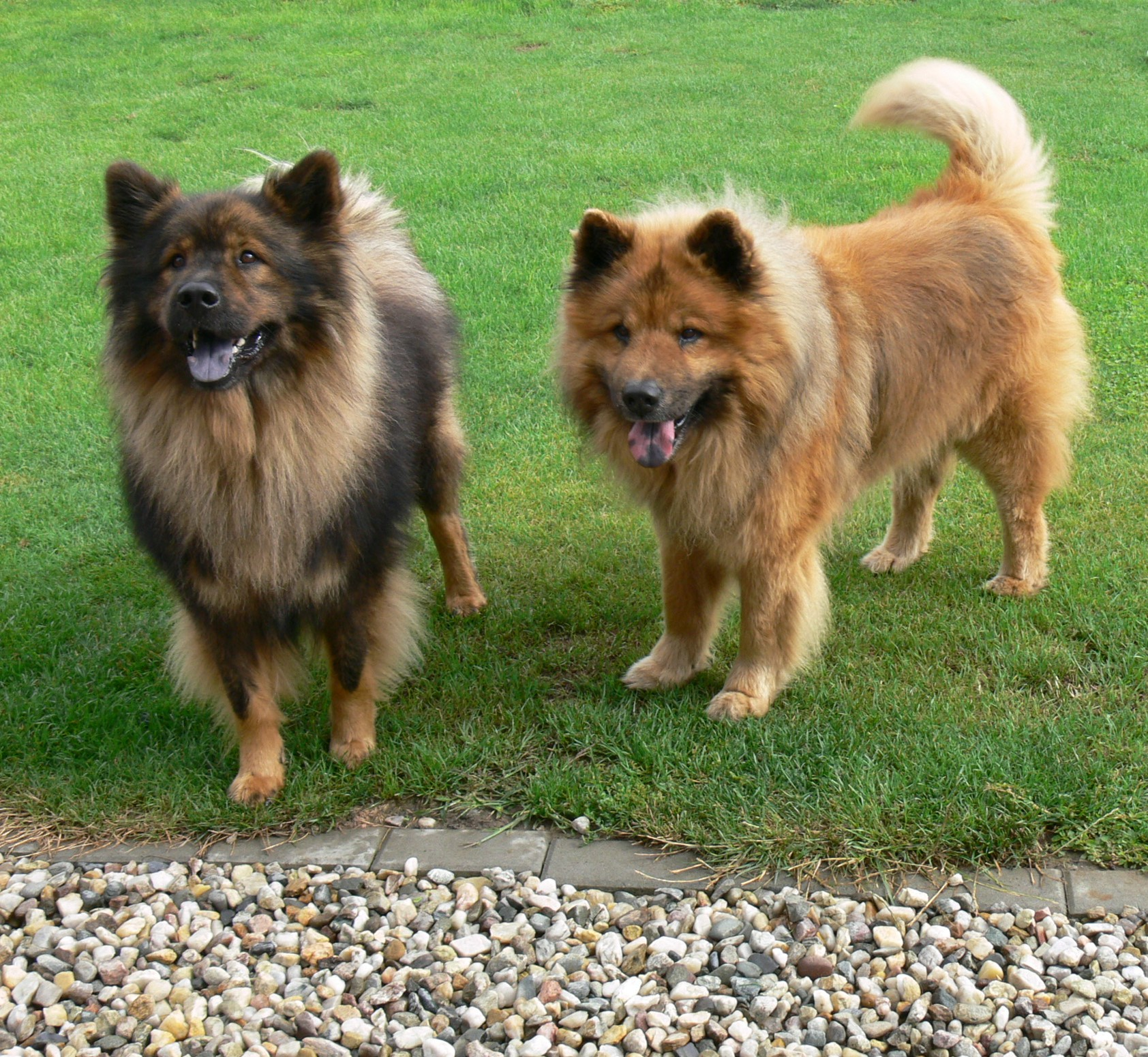
Dva dospělí psi eurasiera z českého chovu

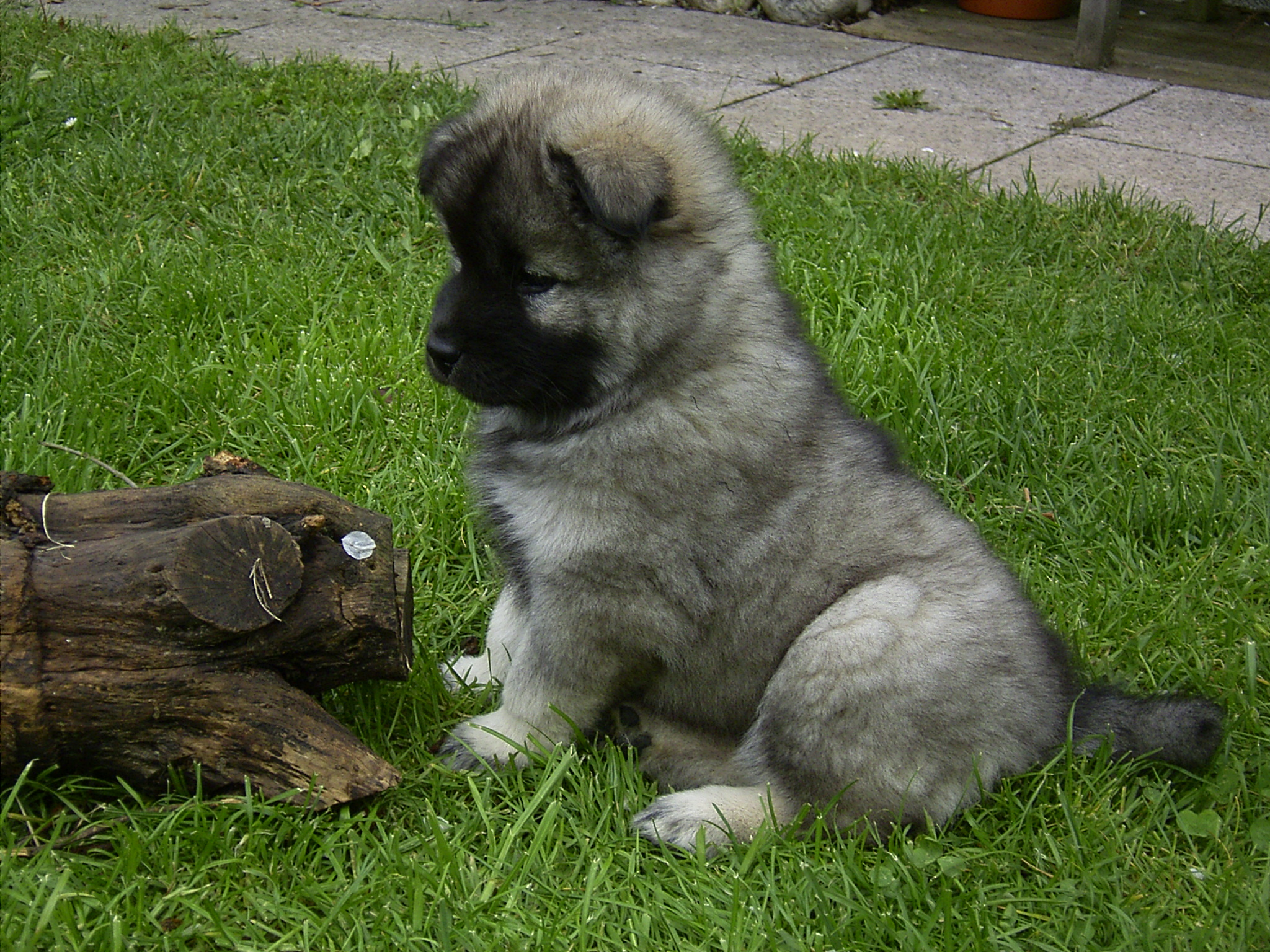
Štěně eurasiera

Eurasier není tak staré plemeno, jak by se na první pohled mohlo zdát. Bylo vyšlechtěno ve druhé polovině 20. století v Německu a to Veingreimem Juliem Vimfelemem (známý i pod zkráceným jménem Julius Wipfel). Wipfel si o chovu vedl záznamy a z toho, co se dnes dochovalo, ale i podle genů lze poznat, že předkem eurasiera byl vlčí špic, samojed a čau čau. Přáním Wipfela bylo vyšlechtit skvělého rodinného psa s vlohami pro hlídání. Původní název byl "Vlčí čau", to ale FCI neuznalo, a tak bylo v roce 1973 přejmenováno na eurasiera a ještě tentýž rok přijato FCI. "Eurasier" bylo pojmenováno podle spojení slov "Evropa" a "Asie". Kennel Club plemeno oficiálně uznává od 1. dubna 2013.
V České republice toto plemeno zastřešuje jeden klub chovatelů, a to je "Eurasier klub CZ". Oficiální používaná zkratka je EUR.

## Povaha
I přes to, že většina špiců jsou samostatná a hrdá plemena, eurasier je velmi přátelský jak ke své rodině, tak i k cizím. Vyžaduje společnost svého majitele a při samotě strádá. Je aktivní, hravý a s veselým výrazem. Je sebevědomý a klidný, nikdy ne nervózní. Je schopný i sám jednat. Je velmi citlivý. Je také oddaný, loajální a přizpůsobivý. Zároveň je i inteligentní a důmyslný. Nevyhledává zápasy s jinými psy.
Eurasierové vychází s ostatními zvířaty vcelku dobře, protože má pramalý lovecký pud. Nevzrušuje ho ani rychle se pohybující zvíře či předmět a hodí se proto i pro začátečníky v chovu psů. Nenechá si ale líbit povyšování se jiného velmi dominantního psa a pokud nemůže jinak, dokáže ho usměrnit zavrčením.
Cizí lidé mu většinou nevadí pokud je majitel schvaluje — pokud se mu zdá, že majitele někdo ohrožuje, svého majitele bude horlivě bránit. Jinak je ale všem lidem milý a přátelský. A také důmyslný; co se týče získávání jídla "od stolu".
S dětmi vychází skvěle hlavně pro svoji nekonfliktní povahu a pokud se mu od nich něco nelíbí, prostě mrštně uteče. Pokud jsou děti poučeny jak se psem jednat, mohou ho i cvičit.

## Péče
Péče o srst tohoto plemene je velmi náročná, protože je hustá a lehko se tvoří chuchvalce. Potřebuje pravidelnou péči, tedy každý den rozčesat, v době línání každý den 2x. Chuchvalce a slepenou srst odstřihávat nůžkami. Této srsti obzvláště neprospívá mytí šamponem a je pro ně vhodný šampon pro citlivou pokožku, třeba dětský. Při častém mytí šamponem srst ztratí svoji přirozenou mastnotu, což vede ke kožním problémům a zesláblé srsti. Při koupání např. v rybníku je nutné psa hlídat, je totiž možné, že po namočení srst ztěžkne tak, že psa stáhne pod vodu.
Výcvik je nutný, stejně jako výchova. Musí být veden důslednou rukou a všechno musí být často opakováno, ale to vše bez bití, protože tento velmi citlivý pes si těžko oblíbí majitele, pokud jej bije nebo jinak trýzní.
Potřebuje hodně aktivit a her. Je pro něj vhodný veškerý pohyb, od plavání až po dlouhé horské túry. Je velmi mrštný a rychlý a hlavně přizpůsobivý, rychle se tedy naučí vašemu tempu. Pohyb je pro něj důležitý a bez něj se může stát agresivní či nervózní, což je nepřípustné a takoví jedinci bývají vyloučeni z chovu. Hodí se i pro různé psí sporty, jako je agility.